# Hans Björn

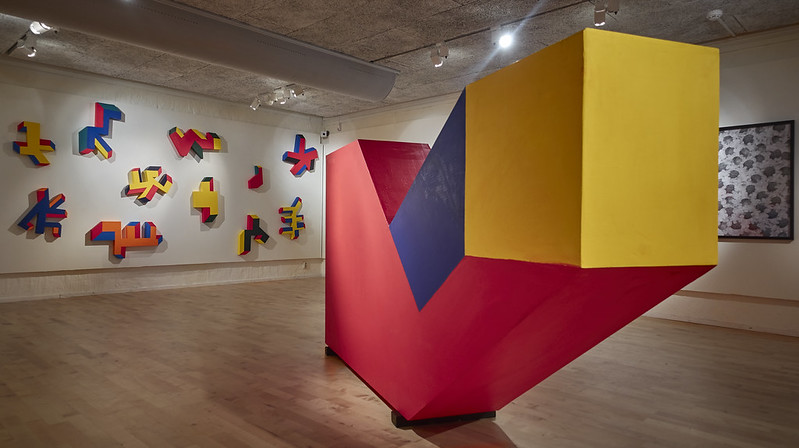
Utställning i Sjöbo konsthall 2018

Hans Björn, född 1947 i Örebro, är en svensk konstnär. Nu verksam i Malmö. Ett av Hans Björns senare projekt är Galleri Glasnost, ett modellgalleri i plywood med utställningar av inbjudna konstnärer. Studerade vid Kungliga Konsthögskolan i Stockholm 1976-1981. Hans Björn har deltagit i ett flertal utställningar i Sverige och internationellt, bl.a. Jeune Peinture, Grand Palais Paris -92, 3:e Video-Elektron Biennal Santiago de Chile -97, Moderna Museet Sthlm. -79. 

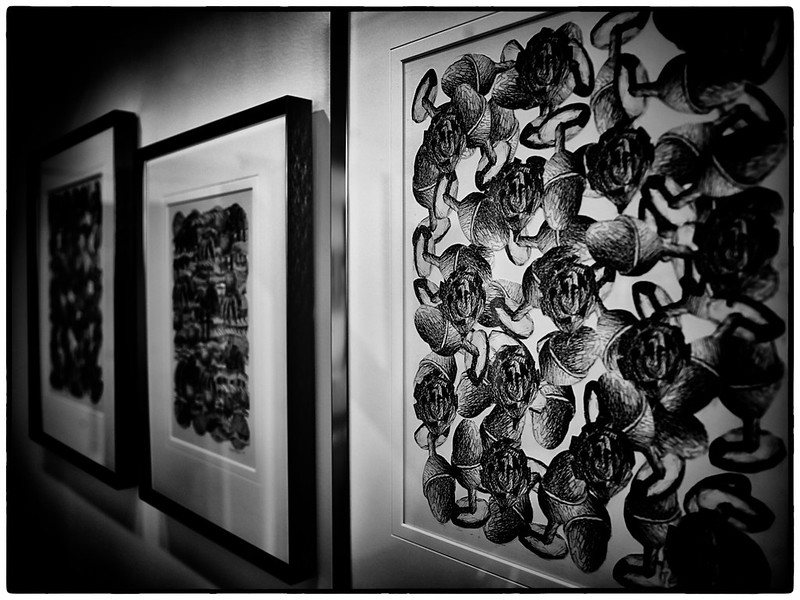
Kollage i svartvitt av Hans Björn.

Hans offentliga arbeten finns bland annat i Malmö, Linköping, Bråstorp i Motala, Regionsjukhuset  i Linköping, Tekniska Verken i Linköping, Kolmårdens och Vrinnevi sjukhus i Norrköping. 

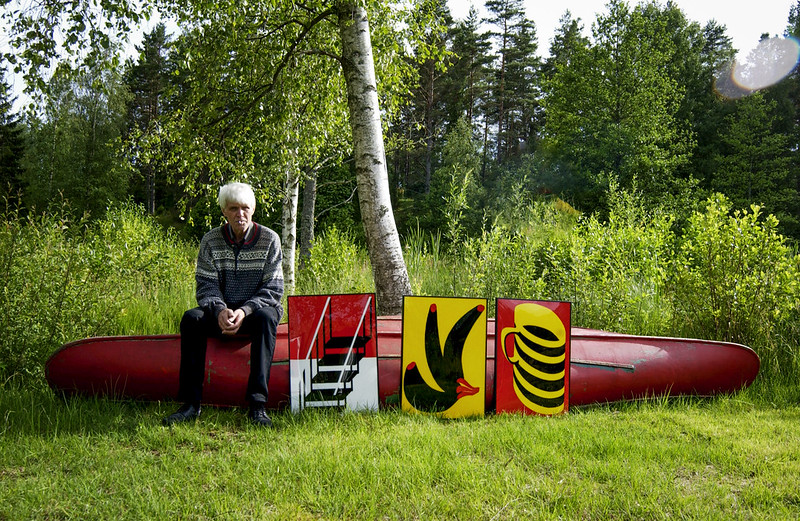
Hans Björn vid sina egna verk och hemmabyggd kanot.

Björn är representerad vid Länsmuseet i Linköping, Statens Konstråd, Östergötlands läns landsting, Örebro läns landsting, Gävleborgs läns landsting, Linköpings kommun, Aneby kommun, Örebro kommun, Sveriges allmänna konstförening, och Östgöta konstförening.

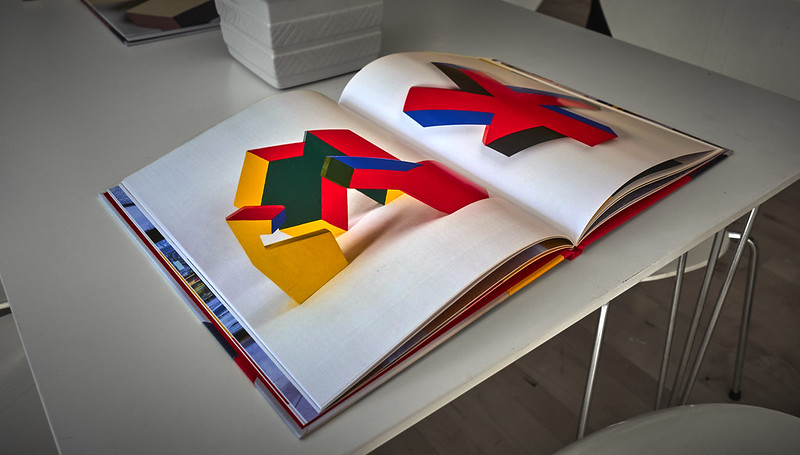
ASPEKTER presenterar konstnär Hans Björns senaste projekt 2017–2019 med objekt skapade i björkplywood i storlekar från några decimeter till över 2,4 meter höga.

Medverkade på Svart & Vitt på Konsthallen   Landskrona 2022.

## Externa länkar

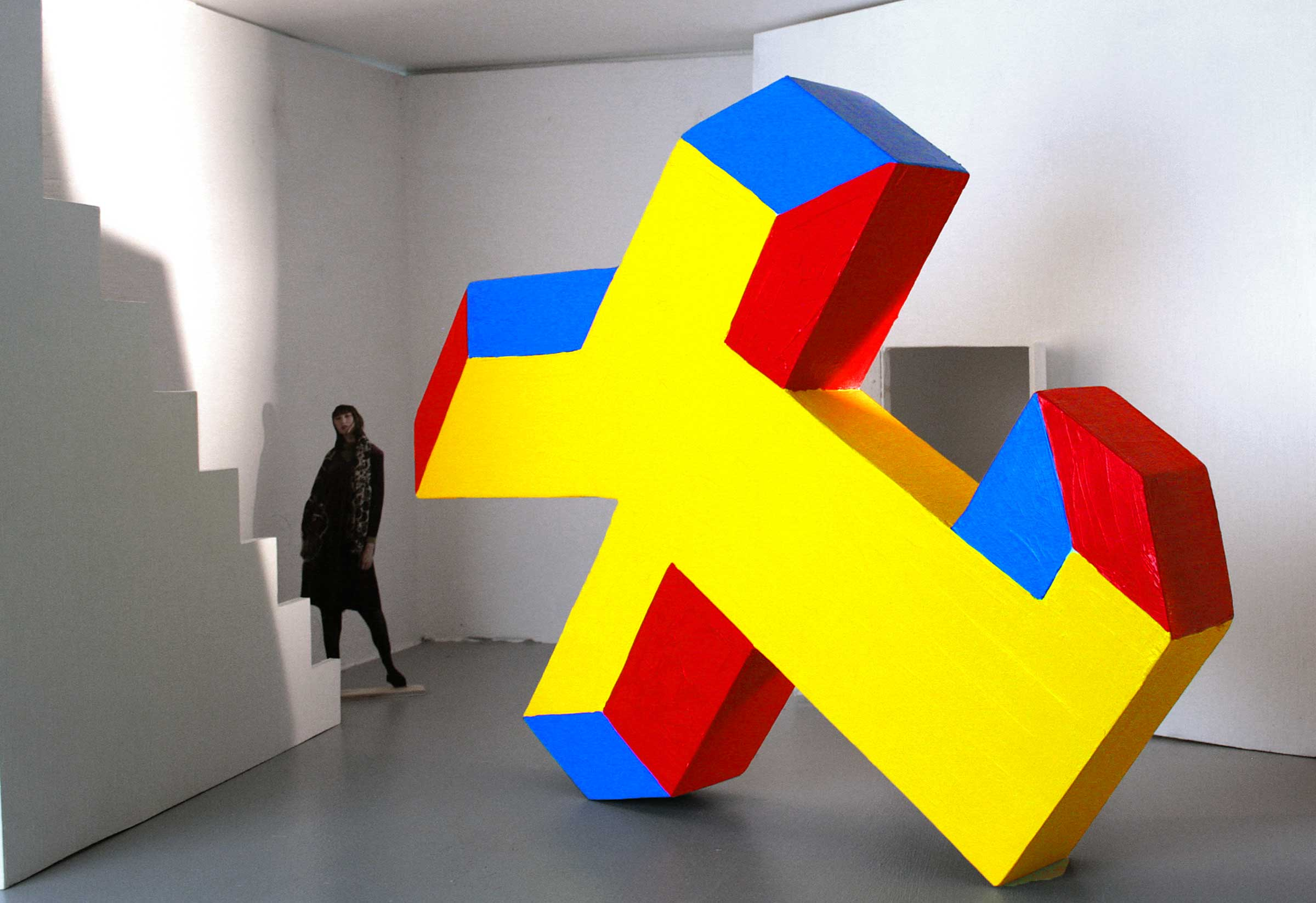
Galleri Glasnost.